# 663 Gerlinde
663 Gerlinde è un asteroide della fascia principale del diametro medio di circa 100,88 km. Scoperto nel 1908, presenta un'orbita caratterizzata da un semiasse maggiore pari a 3,0619817 UA e da un'eccentricità di 0,1532984, inclinata di 17,85135° rispetto all'eclittica.
L'origine del suo nome è sconosciuta.